# مکان مختص سرشماری
مکان مختص سرشماری (انگلیسی: census-designated place یا CDP) در آمریکا ناحیه‌ای با جمعیت ساکن است که فقط برای مقاصد آماری توسط ادارهٔ آمار مشخص شده. مکان‌های مختص سرشماری هم‌ارز شهرها و روستاهای ثبت‌شده (incorporated) هستند. در سرشماری سال ۲۰۱۰ آمریکا، ۹۷۲۱ مکان مختص سرشماری تعریف شده بود. تعداد شهرها و روستاهای ثبت‌شده در همان سرشماری برابر ۱۹۵۴۰ بود. حدود ۳۸٫۷ میلیون نفر در آمریکا در مکان‌های مختص سرشماری زندگی می‌کنند. فرق جامعهٔ ثبت‌شده با ثبت‌نشده آن است که در اولی نوعی دولت شهری/روستایی تشکیل می‌شود که حدود و مرزهایش کاملاً مشخص است و آن دولت شهری/روستایی متعهد است که به ساکنانش خدمات (حمل و نقل، جمع‌آوری زباله، برقراری امنیت و …) ارائه دهد.